# Куликова, Варвара Николаевна
Варва́ра Никола́евна Кулико́ва (1846—1894) — детская писательница, переводчица.

## Биография
Дочь Н. И. Куликова, сестра Н. Н. Куликова. Окончила гимназию в Петербурге,
затем несколько лет давала частные уроки, содержала у себя в доме школу. С середины 1870-х годов учениками Куликовой сделались дети из знатных семей (графов Шуваловых, графов Бобринских, баронов Корфов), домашней учительницей либо гувернанткой которых она оставалась до конца жизни. В годы русско-турецкой войны 1877—1878 годов Куликова безвозмездно занималась с детьми погибших офицеров.
Литературная деятельность Куликовой началась в 1860 году, когда она ради заработка делала для издававшегося Е. Н. Ахматовой «Собрания иностранных романов, повестей и рассказов…» переводы с французского, немецкого и английского языков. Во второй половине 1870-х годов Куликова переводила для журнала «Женское образование», составила «Рассказы из Священной истории Ветхого завета для Детей» (1878) и «Рассказы из Священной истории Нового завета для детей» (1879 или 1880). Некоторые из переведённых Куликовой пьес были переработаны её отцом и вышли затем в свет под его именем (например, Куликов Н. И. «Свадьба по телефону», 1880). С начала 1880-х годов в печати стали появляться и оригинальные произведения Куликовой — рассказы и небольшие повести для детей: «Избалованная дочка» (1882); «Извозчик Клим» (1886, 1892, 1895, 1901); «Илюша-горбунчик» (1893, 1897, 1901, 1906, 1916), «Володя Колосов» (1902). Написанные в расчёте прежде всего на своих знатных учеников, рассказы Куликовой несли заметные следы аристократического высокомерия, пренебрежения к грубой и невоспитанной черни. В качестве положительных героев у Куликовой обычно выступали бедные сиротки, украшенные приличествующими им христианскими добродетелями: кротостью, смирением и всепрощением, а сюжетный конфликт заключался в «исправлении» главного героя (обыкновенно избалованного, но «хорошего» ребенка из состоят, семьи) под влиянием встречи с подобным персонажем.